# 上毛野はにわの里公園

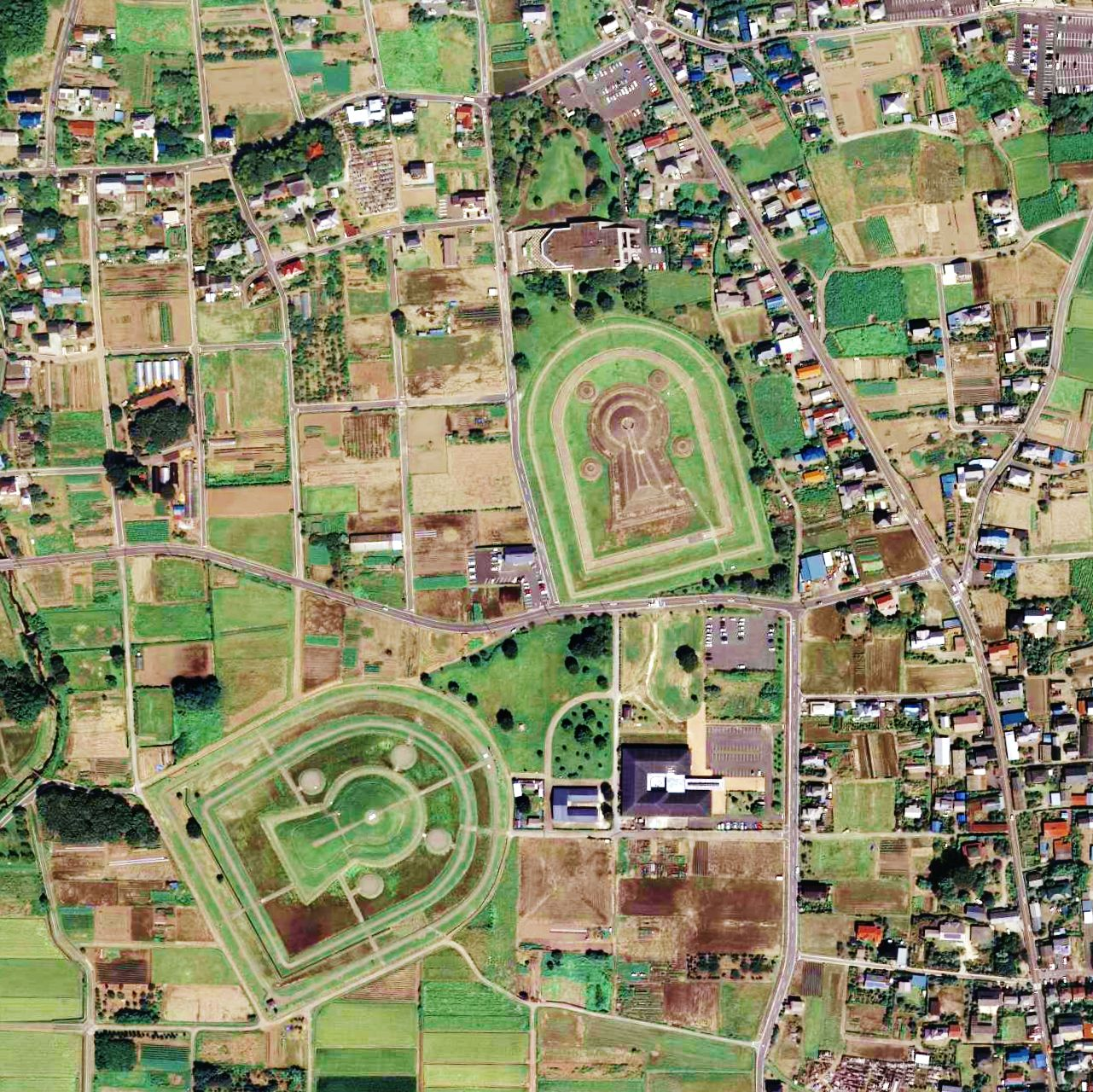
施設全景

上毛野はにわの里公園（かみつけのはにわのさとこうえん）は、群馬県高崎市に位置する歴史公園である。
日本の歴史公園100選に選ばれている。

## 公園内の遺跡・施設
- 保渡田古墳群
  - 八幡塚古墳
  - 二子山古墳
- 群馬県立土屋文明記念文学館
- かみつけの里博物館
- 休憩棟・はにわ工房・はにわ窯

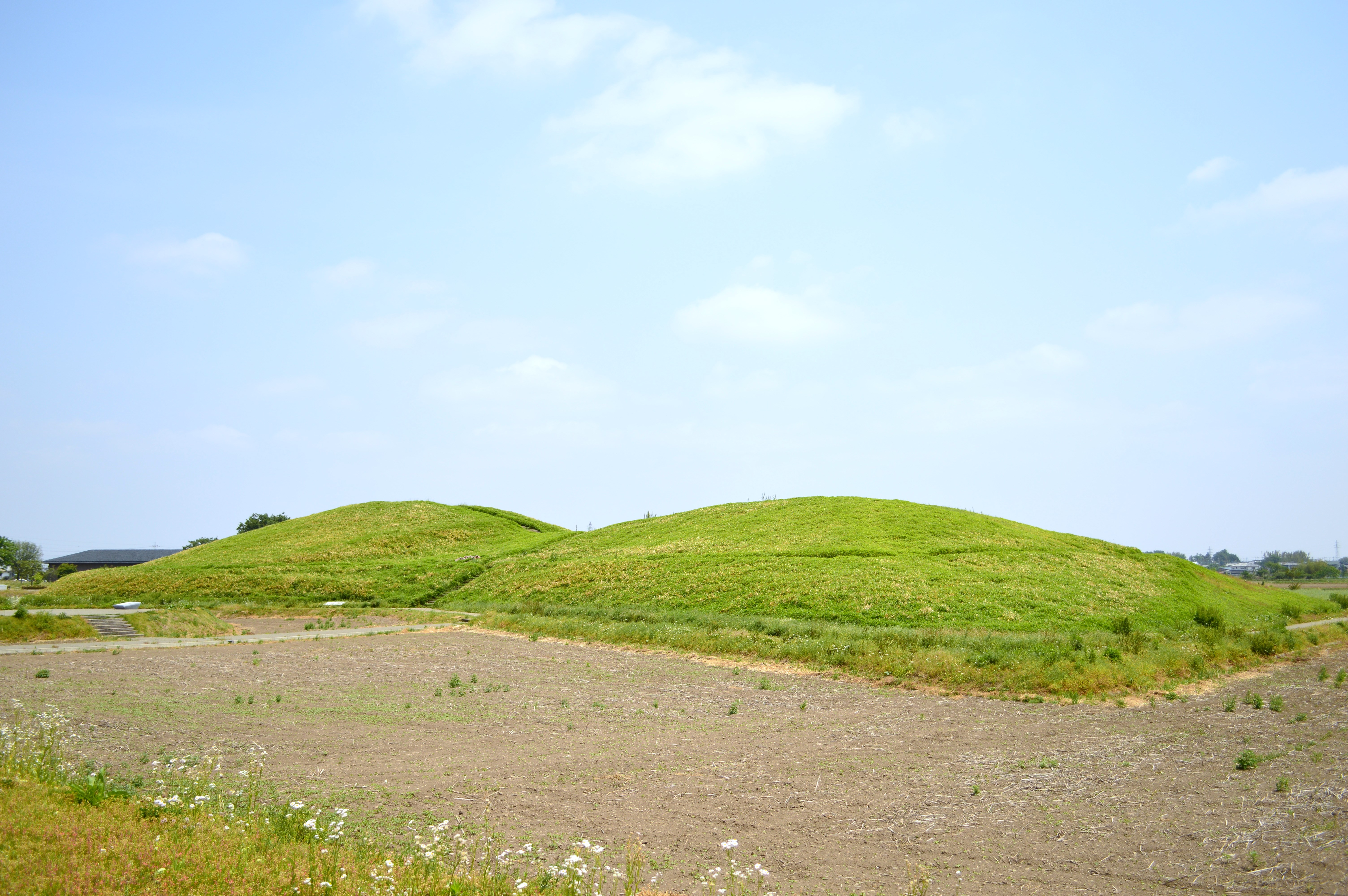
二子山古墳
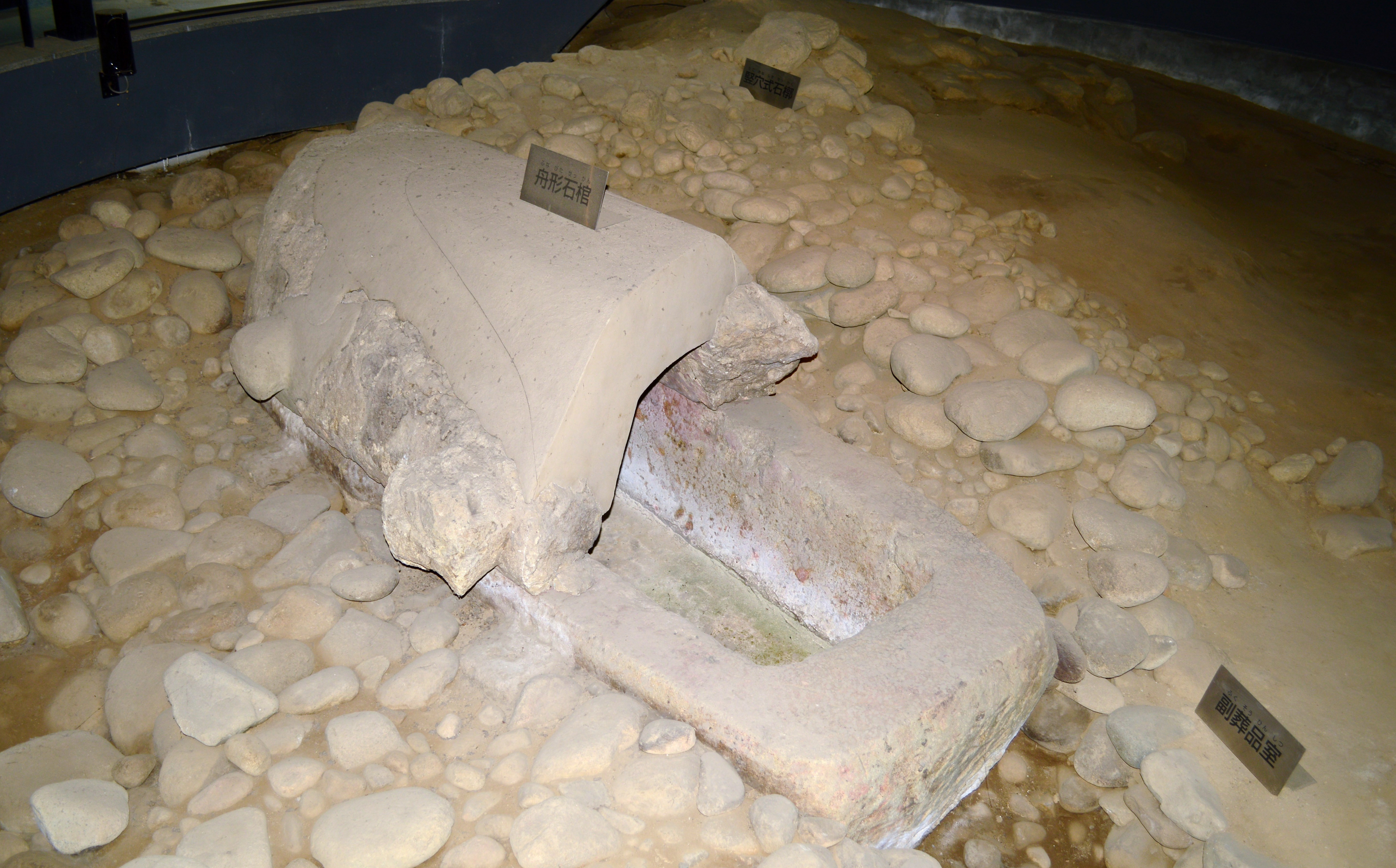
八幡塚古墳石棺
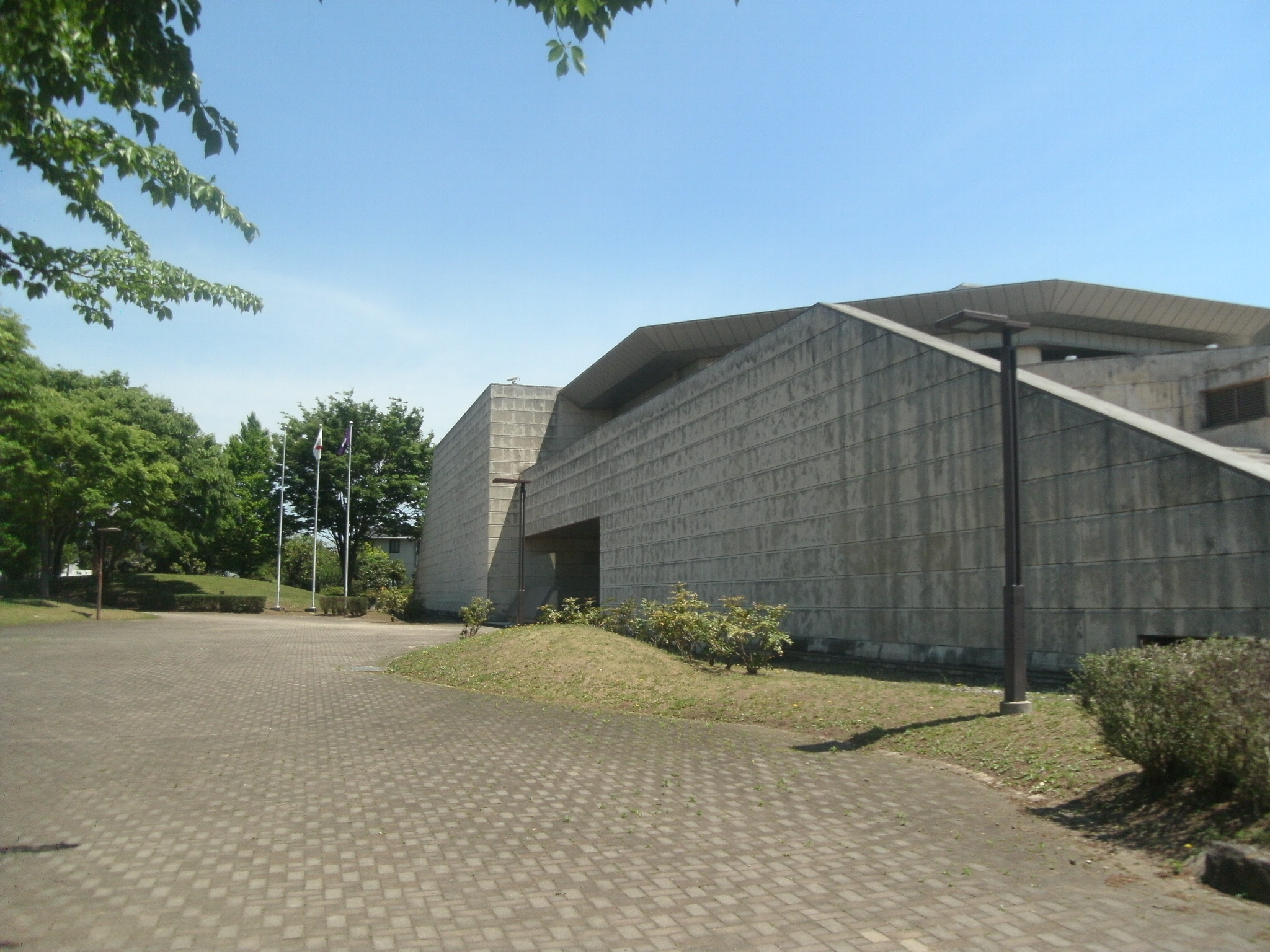
土屋文明記念文学館
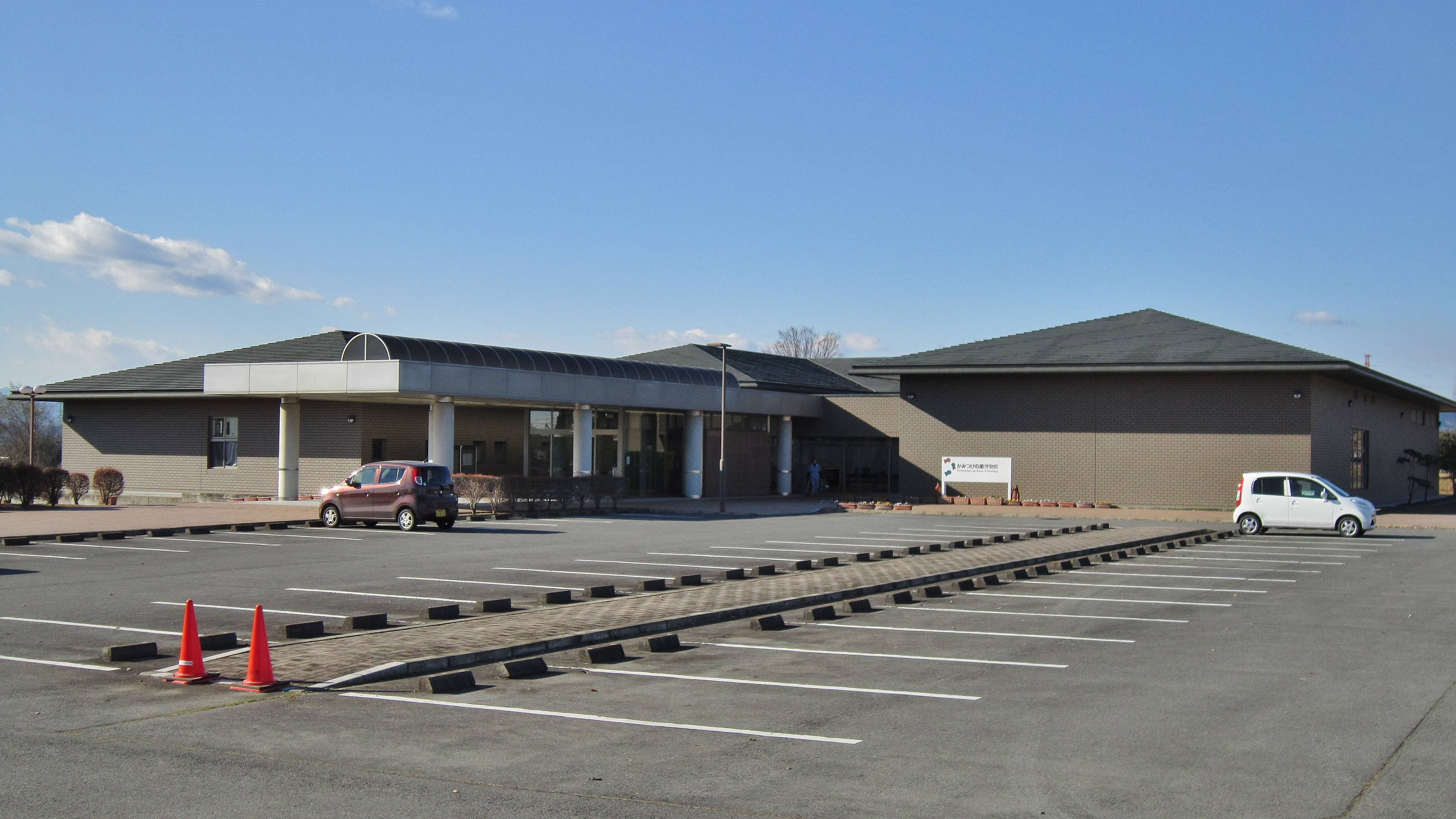
かみつけの里博物館
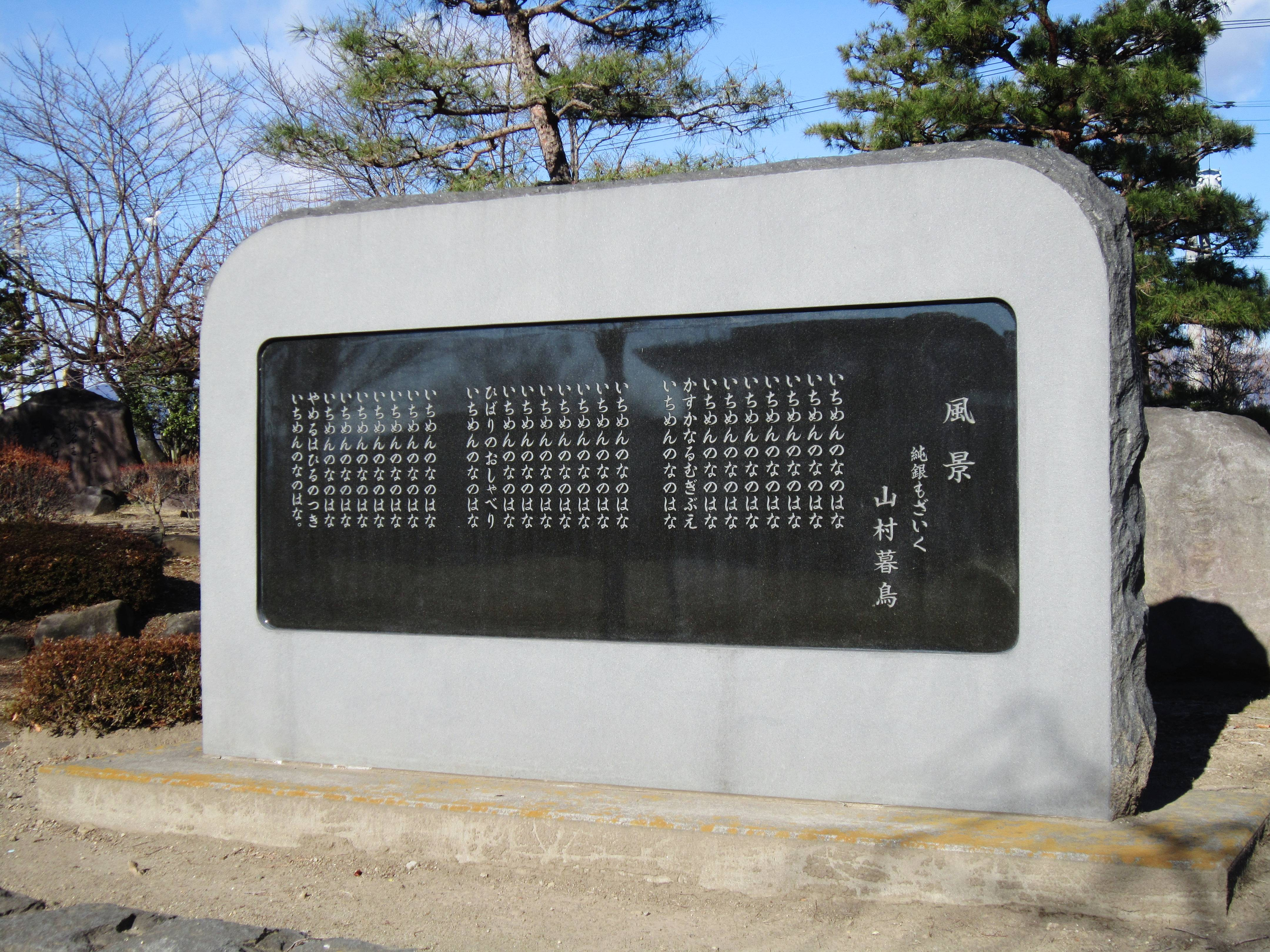
山村暮鳥詩碑

## 交通アクセス
- 高崎駅から、群馬バス榛東村役場行き、秋葉前下車。徒歩5分[4]。
- 前橋駅から、関越交通バス群馬県立土屋文明記念文学館行き、かみつけの里博物館下車。
- 高崎駅から、市内循環バスぐるりん 大八木線・北高先回り（帰りは中尾先回り）、井出町西下車。徒歩10分。
- 群馬支所から、市内循環バスぐるりん かみつけ線　かみつけの里博物館前下車。